# Ventenata macra
Ventenata macra là một loài thực vật có hoa trong họ Hòa thảo. Loài này được (Steven) Balansa ex Boiss. miêu tả khoa học đầu tiên năm 1884.